# Stenichnus guardanus mesmini
Stenichnus guardanus mesmini é uma subespécie de insetos coleópteros polífagos pertencente à família Scydmaenidae.
A autoridade científica da subespécie é Croissandeau, tendo sido descrita no ano de 1893.
Trata-se de uma subespécie presente no território português.